# Пристурусы
Пристурусы (лат. Pristurus) — род круглопалых гекконов. Распространены в северо-восточной Африке, на архипелаге Сокотра и Аравийском полуострове, но один вид (P. adrarensis) встречается в Мавритании. Латинское название означает «пилохвостый», отсылая к зубчатым хвостовым чешуйкам у некоторых видов. Самцы помечают свои индивидуальные участки движениями хвоста.

## Виды
Включает 26 видов:
- Pristurus abdelkuri Arnold, 1986
- Pristurus adrarensis Geniez & Arnold, 2006
- Pristurus carteri (Gray, 1863)
- Pristurus celerrimus Arnold, 1977
- Pristurus collaris (Steindachner, 1867)
- Pristurus crucifer (Valenciennes, 1861) — крестоносный пристурус
- Pristurus flavipunctatus Rüppell, 1835 — желтопятнистый пристурусtypus
- Pristurus gallagheri Arnold, 1986
- Pristurus guichardi Arnold, 1986
- Pristurus insignis Blanford, 1881 — замечательный пристурус
- Pristurus insignoides Arnold, 1986
- Pristurus longipes Peters, 1871
- Pristurus masirahensis Tamar et al., 2019
- Pristurus mazbah Al-Safadi, 1989
- Pristurus minimus Arnold, 1977
- Pristurus obsti Rösler & Wranik, 1999
- Pristurus ornithocephalus Arnold, 1986
- Pristurus phillipsii Boulenger, 1895
- Pristurus popovi Arnold, 1982
- Pristurus rupestris Blanford, 1874 — наскльный пристурус
- Pristurus saada Arnold, 1986
- Pristurus samhaensis Rösler & Wranik, 1999
- Pristurus schneideri Rösler, Köhler & Böhme, 2008
- Pristurus simonettai (Lanza & Sassi, 1968)
- Pristurus sokotranus Parker, 1938
- Pristurus somalicus Parker, 1932